# Quamtana biena
Quamtana biena är en spindelart som beskrevs av Huber 2003. Quamtana biena ingår i släktet Quamtana och familjen dallerspindlar.
Artens utbredningsområde är Kongo. Inga underarter finns listade i Catalogue of Life.